# Ottosen (Iowa)
Ottosen es una ciudad ubicada en el condado de Humboldt en el estado estadounidense de Iowa. En el Censo de 2010 tenía una población de 55 habitantes y una densidad poblacional de 37,45 personas por km².

## Geografía
Ottosen se encuentra ubicada en las coordenadas 42°53′53″N 94°22′32″O / 42.89806, -94.37556. Según la Oficina del Censo de los Estados Unidos, Ottosen tiene una superficie total de 1.47 km², de la cual 1.47 km² corresponden a tierra firme y (0%) 0 km² es agua.

## Demografía
Según el censo de 2010, había 55 personas residiendo en Ottosen. La densidad de población era de 37,45 hab./km². De los 55 habitantes, Ottosen estaba compuesto por el 90.91% blancos, el 0% eran afroamericanos, el 0% eran amerindios, el 0% eran asiáticos, el 0% eran isleños del Pacífico, el 0% eran de otras razas y el 9.09% pertenecían a dos o más razas. Del total de la población el 3.64% eran hispanos o latinos de cualquier raza.